# Монахини в действие 2: Отново в играта
„Монахини в действие 2: Отново в играта“ (на английски: Sister Act 2: Back in the Habit) е американски игрален филм (комедия) от 1993 година, продължение на „Монахини в действие“, в който главната роля във филма участва Упи Голдбърг. Филмът излиза на екран от 10 декември 1993 г.

## Дублажи

### bTV
| Преводач            | Боряна Богданова                                                                               |
| Тонрежисьор         | Наталия Василева                                                                               |
| Режисьор на дублажа | Красимир Куцупаров                                                                             |
| Озвучаващи артисти  | Силвия Лулчева Лидия Вълкова Здрава Каменова Георги Георгиев-Гого Александър Митрев Иван Танев |

### Арс Диджитал Студио
| Озвучаващи артисти | Силвия Лулчева Ани Василева Венета Зюмбюлева |